# Patrick Schulte
Patrick Schulte (Saint Charles, 2001. március 13. –) amerikai válogatott labdarúgó, a Columbus Crew kapusa.

## Pályafutása

### Klubcsapatokban
Schulte a Missouri állambeli Saint Charles-ban született. Az ifjúsági pályafutását a St. Louis SG csapatában kezdte, majd a Saint Louisnál folytatta.
2021-ben mutatkozott be a St. Louis SG felnőtt keretében. 2022. január 11-én az észak-amerikai első osztályban szereplő Columbus Crew szerződtette. Először a 2023. február 26-ai, Philadelphia Union ellen idegenben 4–1-es vereséggel zárult találkozón lépett pályára. A csapattal megnyerte a 2023-as szezon bajnokságot.

### A válogatottban
Schulte az U20-as és az U23-as korosztályú válogatottakban is képviselte Amerikát. Tagja volt a 2024-es párizsi olimpiára küldött nemzeti labdarúgó-keretnek is, ahol mind a négy mérkőzésen ő állt a kapuban.
2024-ben debütált a felnőtt válogatottban. Először a 2024. január 20-ai, Szlovénia ellen 1–0-ra elvesztett barátságos mérkőzésen lépett pályára.

## Statisztikák
2024. augusztus 22. szerint
| Klub          | Szezon   | Osztály  | Bajnokság | Bajnokság | Kupa  | Kupa | Nemzetközi | Nemzetközi | Összesen | Összesen |
| Klub          | Szezon   | Osztály  | Meccs     | Gól       | Meccs | Gól  | Meccs      | Gól        | Meccs    | Gól      |
| ------------- | -------- | -------- | --------- | --------- | ----- | ---- | ---------- | ---------- | -------- | -------- |
| Columbus Crew | 2023     | MLS      | 37        | 0         | 0     | 0    | 1          | 0          | 38       | 0        |
| Columbus Crew | 2024     | MLS      | 19        | 0         | 0     | 0    | 9          | 0          | 28       | 0        |
| Összesen      | Összesen | Összesen | 56        | 0         | 0     | 0    | 10         | 0          | 66       | 0        |

### A válogatottban
| Válogatott       | Év       | Pályára lépés | Gól |
| ---------------- | -------- | ------------- | --- |
| Egyesült Államok | 2024     | 2             | 0   |
| Egyesült Államok | 2025     | 1             | 0   |
| Összesen         | Összesen | 3             | 0   |

## Sikerei, díjai
Columbus Crew
- MLS
  - Bajnok (1): 2023

- Leagues Cup
  - Győztes (1): 2024

- Campeones Cup
  - Döntős (1): 2024

- CONCACAF-bajnokok ligája
  - Döntős (1): 2024